# Boëssé-le-Sec
Boëssé-le-Sec é uma comuna francesa na região administrativa do País do Loire, no departamento de Sarthe. Estende-se por uma área de 11.76 km². Em 2010 a comuna tinha 605 habitantes (densidade: 51,4 hab./km²).